# Zinédine Zidane
Zinedine Yazid Zidane (Marseille, 23. lipnja 1972.), francuski je nogometni trener i umirovljeni nogometaš. Trenutačno je bez kluba.
Zinedine Zidane je vezni nogometaš rođen 1972. Kada je iz Juventusa prešao u Real Madrid za 76 milijuna eura, postao je dotada najskupljim nogometašem u povijesti. Kao dijete alžirskih imigranata (iz kabilske obitelji), rodio se u Marseilleu. Vođa Francuza posebno se iskazao na svjetskim prvenstvima 1998. u Francuskoj i 2006. u Njemačkoj. Karijeru je završio u finalu prvenstva u Njemačkoj protiv Italije gdje je bio isključen u drugom produžetku nakon što je glavom u prsa udario talijanskog braniča Marca Materazzija, nakon što ga je ovaj jako uvrijedio.

## Klupska karijera

### Rane godine,AS CannesiBordeaux(1988. – 1996.)
Zidane je svoju nogometnu karijeru započeo u juniorskoj ekipi US Saint-Henrija, lokalnom klubu okruga Marseillea. S 14 godina, odigrao je prvu sezonu u juniorskoj ligi, gdje je zapao za oko Cannesovom skautu Jeanu Varraudu. Zidane je otišao na šest tjedana probe, te je nakon toga još četiri godine proveo u Cannesu. Svoju prvu utakmicu u francuskoj Liguei 1 odigrao je sa 17 godina, a svoj je prvi gol zabio 8. veljače 1991. kad mu je klupski predsjednik za nagradu darovao auto. Njegova prva sezona u Cannesu kulminirala je nastupom u Kupu UEFA. 
Zidane je sezone 1992/93 prešao u Bordeaux, s njima 1995. osvojio Intertoto kup, te igrao u finalu Kupa UEFA 1996. godine. Igrao je zajedno s Bixenteom Lizerazuom i Christophom Dugarryem te je taj trojac postao zaštitni znak kako Bordeauxa, tako i Francuske nogometne reprezentacije 1998.

### Juventus(1996. – 2001.)
Godine 1996., Zidane je prešao u redove tadašnjeg aktualnog osvajača Lige prvaka, talijanski Juventus za 3 milijuna funti. Zidane je u ekipi Marcella Lippia postao glavni razigravač te je Juventus 1997. osvojio Scudetto i Interkontinentalni kup. Zidane je također igrao u finalu Lige prvaka 1997. gdje je Stara dama poražena rezultatom 3-1 od Borussie Dortmund. 
Iduće je sezone postigao 7 golova u 32 utakmice te time pomogao Juventusu da zadrži naslov talijanskog prvaka. Iste je godine po drugi put u karijeri nastupio u finalu Lige prvaka 1998. kad je Juventus opet poražen, ovaj put rezultatom 1-0 od strane madridskog Reala. 
Zidane je tokom pet sezona u dresu Juventusa zabio 24 gola, osvojio Interkontinentalni kup i Intertoto kup uz dva Scudetta.

### Real Madrid(2001. – 2006.)
Godine 2001., Zidane je potpisao četverogodišnji ugovor za Real Madrid uz odštetu od čak 76 milijuna eura što je svojedobno bio rekordan iznos.
Zidane je uspješno krenuo s novim klubom te je u Glasgowu u finalu Lige prvaka 2002. postigao prekrasan gol volejom za pobjedu od 2-1 protiv Bayera Leverkusena. Iduće je sezone Real osim Španjolskog super kupa osvojio i Europski, a Zidane je proglašen FIFA-inim najboljim igračem 2003. godine, te je tako, nakon Ronalda, postao drugi igrač koji je ovu prestižnu nagradu osvojio tri puta.  
Unatoč tome što je postigao svoj prvi hat-trick u pobjedi 4-2 protiv Seville, Zidanova posljednja sezona nije bila uspješna. Real je rano ispao iz Španjolskog kupa i Lige prvaka te je sezonu završio s 12 bodova zaostatka za vodećom Barcelonom. 
Dana 7. svibnja 2006., Zidane je protiv Villarreala na stadionu Santiago Bernabéu odigrao svoju posljednju utakmicu za Real Madrid.

## Reprezentativna karijera
Zidane je svoju prvu utakmicu za reprezentaciju odigrao 17. kolovoza 1994. u prijateljskoj utamici protiv 
Češke te je na toj utamici zabio 2 gola. Nastupio je na EURU 1996. u Engleskoj, gdje je Francuska u polufinalu bila poražena od Češke nakon izvođenja jedanaesteraca.  

### Svjetsko prvenstvo 1998.
Na svjetskom prvenstvu u Francuskoj Zidane je postigao 3 gola od kojih 2 u finalu protiv Brazila kojeg je Francuska pobijedila s 3-0 te tako osvojila svoj prvi naslov svjetskog prvaka.

### Europsko prvenstvo 2000.
Zidane je bio ključni igrač Francuske na EURU 2000. gdje je odličnim igrama i presudnim golovima pomogao svojoj reprezentaciji da dođe do naslova prvaka. Francuska je tako, pobijedivši u finalu Italiju, postala prva reprezentacija nakon Zapadne Njemačke 1974. koja je istovremeno bila i svjetski i europski prvak.

### Ozljede, umirovljenje i povratak (2002. – 2006.)
Zbog ozljede Zidane nije mogao igrati prve dvije utakmice za Francusku na Svjetskom prvenstvu 2002. Zaigrao je u trećoj utakmici, no ni on nije mogao pomoći reprezentaciji da pobijedi i izbori osminu finala pa je Francuska natjecanje završila već u prvoj fazi bez postignutog pogotka. 
Na Euru 2004., Zidane je u sudačkoj nadoknadi donio pobjedu Francuskoj protiv Engleske zabivši golove iz slobodnog udarca te iz jedanaesterca. Međutim, Francuska je u četvrtfinalu poražena od kasnijeg pobjednika Grčke. Nakon poraza, Zidane je nakratko završio svoju reprezentativnu karijeru da bi se 3. kolovoza 2005. vratio na nagovor Francuskog izbornika Raymonda Domenecha kako bi pomogao Francuskoj da izbori nastup na svjetskom prvenstvu. 
Dana 27. svibnja 2006., Zidane je protiv Meksika ubilježio jubilarni 100. nastup za reprezentaciju te tako postao jedan od četvorice igrača koji su nastupili za Francusku reprezentaciju više od 100 puta (osim njega, taj su upjeh ostvarili Marcel Desailly, Didier Deschamps i Lilian Thuram)

### Svjetsko prvenstvo 2006.
Na svjetskom je prvenstvu 2006. Francuska, iako prije prvenstva i nije bila izraziti favorit, dogurala do finala gdje ju je čekala reprezentacija Italije. U finalu je Francuska povela golom iz jedanaesterca Zidanea kojem je to bila posljednja utamica u karijeri. Zidane je tim golom postao tek četvrti igrač uz Peléa, Paula Breitnera i Vavu koji je postigao gol u dva različita finala svjetskih prvenstva. Međutim, do kraja regularnog dijela, Italija je izjednačila na 1:1, a Zidane je u 110. minuti produžetaka zaradio isključenje nakon što je udario glavom Marca Materazzija koji ga je prethodno uvrijedio. Francuska je finale izgubila nakon izvođenja kaznenih udaraca, a Zidane je dobio Zlatnu loptu za najboljeg igrača turnira unatoč incidentu.

## Trenerska karijera

### Real Madrid
U siječnju je 2016. godine Zidane postao službeni trener Real Madrida. Prije toga radio je kao pomoćni trener u Real Madridu i kao trener B selekcije. Na trenerskoj je klupi zamijenio Rafael Beníteza. Real je Madrid pod njegovim vodstvom u najjačim utakmicama protiv najvećih konkurenata pobijedio Athletico Bilbao na San Mamesu (2-1), dok je preostala dva boda osvojio u remijima protiv Atlético Madrida (1-1) na Vicente Calderonu i Valencije (2-2) na Mestalli. U preostalim velikim utakmicama Benítezov je Real izgubio. Odnosi se to na utakmice protiv Barcelone (0-4), Seville (2-3) i Villarreala (0-1). U svibnju 2018. godine odlazi s klupe Reala nakon što je osvojio kao trener treću Ligu prvaka. 
11. ožujka 2019. preuzima po drugi put klupu Real Madrida, nasljedivši Santiaga Solarija.

## Obitelj
Zidane je upoznao svoju ženu, španjolsku plesačicu Veronique Fernánde, dok je igrao za Cannes tijekom sezone 1991./92. Zajedno imaju četiri sina Enza, Lucu, Thea i Elyaza.

## Zanimljivosti
Zidane je izmislio tehniku driblinga pri kojoj se igrač okreće s obje noge na lopti. Njemu je u čast prozvan „Marsejski rulet”.
Poznat je po nogometnim "trikovima" pri driblingu s protivnikom ili u samoj igri.

## Trofeji

### Klub
- FC Girondins de Bordeaux
  - Kup UEFA
    - Finalist: 1995./96.

  - Intertoto kup: 1995.
- Juventus F.C.
  - Serie A: 1996./97., 1997./98.
  - Europski Super kup: 1996.
  - Interkontinentalni kup: 1996.
  - Talijanski super kup: 1997.
  - Intertoto kup: 1999.
  - UEFA Liga prvaka
    - Finalist: 1996./97., 1997./98.
- Real Madrid
  - La Liga: 2002./03., 2016./17. (kao trener).
  - UEFA Liga prvaka: 2001./02., 2013./14. (kao pomoćni trener), 2015./16. (kao trener), 2016./17. (kao trener), 2017./18 (kao trener).
  - Interkontinentalni kup: 2002.
  - Europski Super kup: 2002., 2016. (kao trener), 2017. (kao trener).
  - Španjolski super kup: 2001., 2003., 2017. (kao trener).
  - FIFA Svjetsko klupsko prvenstvo: 2016. (kao trener), 2017. (kao trener).

### Reprezentacija
- Francuska
  - Svjetsko prvenstvo u nogometu – Francuska 1998.
    - Svjetsko prvenstvo u nogometu – Njemačka 2006. - finalist

  - Europsko prvenstvo u nogometu – Belgija i Nizozemska 2000.

### Osobni
- UEFA Najbolji veznjak : 1997./98.
- FIFA treći najbolji igrač godine: 1997., 2002.
- FIFA idealna momčad: 1998., 2006.
- World Soccer igrač godine: 1998.
- Onze d'Or: 1998., 2000., 2001.
- Zlatna lopta: 1998.
- FIFA igrač godine: 1998., 2000., 2003.
- UEFA Najbolji igrač europskog prvenstva: 2000.
- Dream team EURA: 2000, 2004.
- Nogometaš godine u Serie A: 2001.
- UEFA BEST XI: 2001., 2002., 2003.
- UEFA Liga prvaka najkorisniji igrač: 2001./02.
- Premio Don Balón (Najbolji strani igrač u La Ligi): 2002
- FIFA 100: 2004.
- Najbolji europski igrač u zadnjih 50 godina: 2004.
- FIFPro najbolja ekipa: 2005., 2006.
- FIFA drugi najbolji igrač godine: 2006.
- FIFA zlatna lopta: 2006.

## Vanjske poveznice
- Službena stranica na RealMadrid.com